# Хуорн
Хуорните (Huorns) са измислена раса от Средната земя на Джон Роналд Руел Толкин. Хуорните са същества, които на външен вид наподобяват ентите, но никъде не се показва, че наистина притежават съзнание. Вероятно те са се променили от дървета към енти или обратното.
Директно участие хуорните взимат само в победата над Саруман по време на Войната на Пръстена, която се описва в „Властелинът на пръстените“. Там става ясно, че по принцип те обитават гората Ветроклин, но след като Дървобрад ги пробужда, те взимат участие в разрушаването на Исенгард и помагат на Рохиримите да спечелят битката при Шлемово усое. Урук-хаите правят опит да избягат обратно в Исенгард, но са пресрещнати от ентите и избити.